# Gromče goroda
Gromče goroda (in russo Громче города?) è un singolo dei cantanti russi Niletto, Oleg Miami e Leša Svik, pubblicato il 5 aprile 2024.
È stato candidato come hit dance dell'anno ai premi Viktorija.

## Video musicale
Il video è stato reso disponibile in concomitanza con l'uscita del brano attraverso il canale YouTube di Niletto.

## Tracce
Testi e musiche di Danil Sergeevič Prytkov, Oleg Olegovič Krivikov, Aleksej Igorevič Norkitovič, Aleksandr Jur'evič Pilipenko e Jan Igorevič Suponenko.
1. Gromče goroda – 3:31

## Classifiche

### Classifiche settimanali
| Classifica (2024) | Posizione massima |
| ----------------- | ----------------- |
| Bielorussia       | 27                |
| Estonia           | 95                |
| Kazakistan        | 32                |
| Russia            | 13                |

### Classifiche di fine anno
| Classifica (2024) | Posizione |
| ----------------- | --------- |
| Bielorussia       | 64        |
| Russia            | 99        |